# Lieu historique national de Grand-Pré
Cet article concerne l'ensemble monumental commémorant le Grand Dérangement. Pour l'autre site historique national situé à Grand-Pré, voir église covenantaire de Grand-Pré.
Le lieu historique national de Grand-Pré (officiellement Lieu historique national du Canada de Grand-Pré), en Nouvelle-Écosse, est l'un des principaux monuments de l'Acadie. 
Fondé en 1682, Grand-Pré est rapidement devenu le grenier et la principale ville de l'Acadie. Ravagé en 1704 et tombé aux mains des Britanniques en 1713, Grand-Pré fut victime de la lutte pour le contrôle de l'Amérique du Nord. Le village retourna brièvement sous contrôle français à la suite de la bataille de Grand-Pré, en 1747. La population fut déportée par les Britanniques à l'automne 1755.
Le parc, dont les éléments centraux sont la statue d'Évangéline et l'église-souvenir, est censé se trouver à l'emplacement de l'église Saint-Charles-des-Mines, où les Acadiens furent emprisonnés avant d'être déportés. Des fouilles archéologiques sont en cours afin de retrouver les fondations de l'édifice.
Le lieu fait partie du paysage de Grand-Pré, qui est inscrit au patrimoine mondial de l'UNESCO depuis le 30 juin 2012.

## Situation

Plan du parc.

### Le parc et le village
Le lieu historique national est situé directement au nord du village de Grand-Pré. Le parc est accessible par le chemin Grand-Pré, qui communique avec la route 1 et la piste Évangéline, au sud.
Grand-Pré est également desservi par les autobus du réseau Kings Transit.

## Histoire

### Période acadienne
Le village de Grand-Pré fut fondé en 1682 par Pierre Melanson dit Laverdure et son épouse Marguerite Mius d’Entremont et leurs enfants, en provenance de Port-Royal. Le village se développa rapidement, comptant 1350 habitants en 1750. Les fermiers asséchèrent les marais côtiers à l'aide de digues munies d'aboiteaux pour pouvoir en cultiver la terre fertile. Le village et toute la région des Mines devint le grenier de l'Acadie et alimenta même la Nouvelle-Angleterre. Le village fut ravagé en 1704 lors du raid de Benjamin Church, où les Anglais inondèrent le marais et détruisirent les trois principaux hameaux en représailles de la résistance de la population. Les habitants des Mines affichaient un sentiment d'indépendance en raison de la distance de la capitale.
Le 28 juillet 1755, le gouverneur Charles Lawrence décida de déporter les Acadiens. Un groupe de 300 soldats sous le commandement de John Winslow prit possession du village. Ils firent fortifier le terrain comprenant l'église Saint-Charles-des-Mines, le presbytère et le cimetière. Le 5 septembre vers trois heures de l'après-midi, tous les hommes et garçons des Mines âgés de plus de 10 ans, soit 418 personnes, vinrent à l'église comme on leur avait demandé. Une fois tous entrés, les portes sont fermées à clé et Winslow leur lit l'ordre de déportation. En attendant que la moisson soit terminée, que la farine soit moulue et que les bateaux nécessaires arrivent, la plupart des hommes sont gardés prisonniers. La déportation s'échelonne ensuite du 8 octobre au 20 décembre. 2200 personnes sont alors envoyées vers la Pennsylvanie, la Virginie et le Maryland. Pour éviter que les gens reviennent, Winslow ordonne de brûler les champs et les maisons. Il aurait apparemment aussi fait brûler l'église et ses dépendances.

### Évangéline et l'éveil acadien
En 1847, le poète américain Henry Wadsworth Longfellow choisit Grand-Pré comme le lieu de départ de son œuvre Évangéline. Le succès de ce poème attira de plus en plus de touristes américains à Grand-pré. 
À partir des années 1880, des chercheurs de trésors ont exploré le site de Grand-Pré. Ils ont trouvé plusieurs objets, un puits, des cercueils et des restes humains. Les objets découverts ont disparu.

### Genèse du site historique

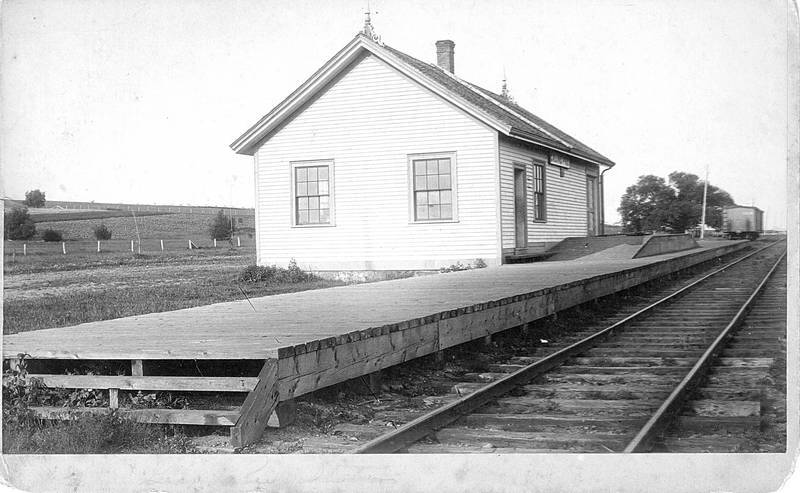
L'ancienne gare de Grand-Pré.

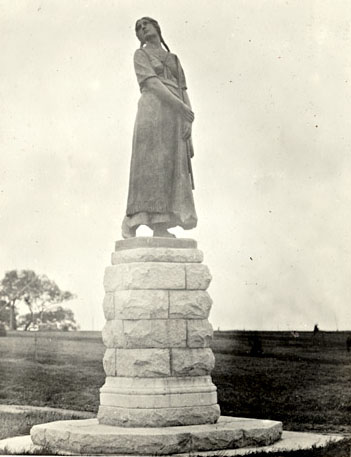
La statue d'Évangéline, deux ans après son inauguration.

Le poème de Longfellow fut si populaire que Grand-Pré commença à attirer les touristes. Seulement quelques-uns pouvaient s'y rendre, les liaisons par rail et traversiers étant mauvaises. À partir des années 1890, un train reliait le terminal des traversiers de Yarmouth, en liaison avec Boston, à la ville d'Halifax. En 1892, le chemin de fer Windsor et Annapolis mit le Flying Bluenose en service, sur la Land of Evangeline Route. La compagnie lança aussi une campagne de publicité sur le thème d'Évangéline. L'image de l'héroïne était si attrayante que le conseil municipal de Wolfville pensa changer le nom de la municipalité en Évangéline, Acadia ou Acadie, lors de leur première rencontre, en 1893.
John Frederic Herbin, dont la mère était acadienne, acheta en 1907 l’emplacement de l’église et du cimetière Saint-Charles-des-Mines, un terrain de 14 acres, pour y créer un parc. Il demanda l'aide du premier ministre sir Wilfrid Laurier ainsi que de Robert Laird Borden et Frederick William Borden, tous deux originaires de la région. Malgré la confiance que Frederick William Borden avait pour Herbin, il conseilla à Wilfrid Laurier de différer son parrainage afin d'évaluer dans quelle mesure le projet de restauration était destiné à attirer les touristes américains. Herbin fit construire une croix deux ans plus tard pour indiquer l'emplacement du cimetière. En 1917, n'ayant pu obtenir assez d'appuis au projet et préoccupé à l'idée que le site puisse être profané, il vendit le parc à la compagnie de chemin de fer Dominion Atlantic pour 1 650 $, à la condition que le terrain de l’église soit remis au peuple acadien. La compagnie aménagea le parc la même année. Ayant utilisé l'image d'Évangéline à des fins touristiques depuis 1890, la compagnie inaugura en 1920, en face de la gare de Grand-Pré, une statue à l'effigie de l'héroïne du poème de Longfellow.

### Campagne de financement
La Convention nationale acadienne de 1921 à Pointe-de-l'Église fut suivie par un pèlerinage à Grand-Pré, où, lors d'une cérémonie, la Société mutuelle l’Assomption se vit remettre le titre de propriété du parc. Grâce à des dons provenant des quatre coins de l'Amérique du Nord, la Société construisit l'église-souvenir en 1922. L’intérieur fut terminé en 1930.

### Reconnaissance

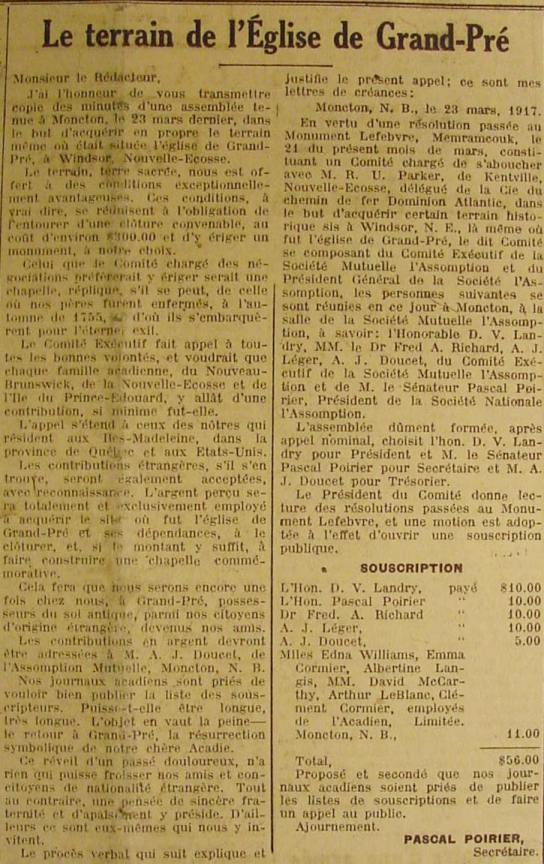
Article du Moniteur acadien annonçant une campagne de financement pour l'achat du terrain.

Grand-Pré devient un site historique national en 1955, le 200e anniversaire du Grand Dérangement.
Une entente conclue en 1956 entre le gouvernement fédéral et la Société Nationale l’Assomption, reconnaît que « le Parc de Grand-Pré constitue le foyer historique le plus important du peuple acadien, qu’il évoque ses heures les plus douloureuses et les plus héroïques et qu’il doit rappeler aux générations futures l’exemple d’un peuple courageux, dont la culture et les actions ne cesseront d’enrichir la nation canadienne ».
Le gouvernement fédéral achète le parc en 1957.
L'église-souvenir devient un édifice fédéral du patrimoine classé en 1992. Le 30 novembre 1995, Grand-Pré devient le premier district rural historique du Canada.
Depuis 2012, le Paysage de Grand-Pré est inscrit sur la liste des sites du patrimoine mondial de l'UNESCO.

### Projet et controverse
Durant les années 1990, l'homme d'affaires torontois Harold L. Medjuck acheta plusieurs parcelles au sud du parc pour former un terrain de 8,15 hectares. Il tenta sans succès d'y faire construire un village historique acadien.
En 1998, les gouvernements provincial et fédéral achetèrent le terrain au coût de 450 000$ et la propriété fut ensuite transférée à Parcs Canada. Une plaque honorifique commémorant l'évènement fut installée en juillet 2005 dans le foyer du centre d'accueil. Cela causa un certain émoi, M. Medjuck ayant réalisé un profit pour un endroit symbolique pour le peuple acadien. La plaque a été volée au mois d'août de la même année,.
En voici le texte:
« En 1998, la province de la Nouvelle-Écosse, avec l'aide financière de Parcs Canada, fit l'acquisition d'environ sept hectares de terre assemblés par M. Harold L. Medjuck. L'achat de ces terres allait enclencher l'aménagement du présent centre d'accueil et d'interprétation...  »

### Expansion du parc
Sur le terrain nouvellement acquis, on construisit en 2004 un centre d'accueil et d'interprétation. L'accueil se faisait autrefois à l'extérieur, au stationnement, ce qui occasionnait évidemment des problèmes. Le principal avantage est aussi au point de vue visuel, car cela permettait de refaire la visite du parc comme il a été conçu, c'est-à-dire en partant du sud, à la statue d'Évangéline, et non de l'est comme l'obligeait l'entrée au stationnement. Durant les années suivantes, plusieurs nouvelles œuvres d'art furent installées au parc, en partie avec l'aide de dons.

## Architecture et œuvres d'art

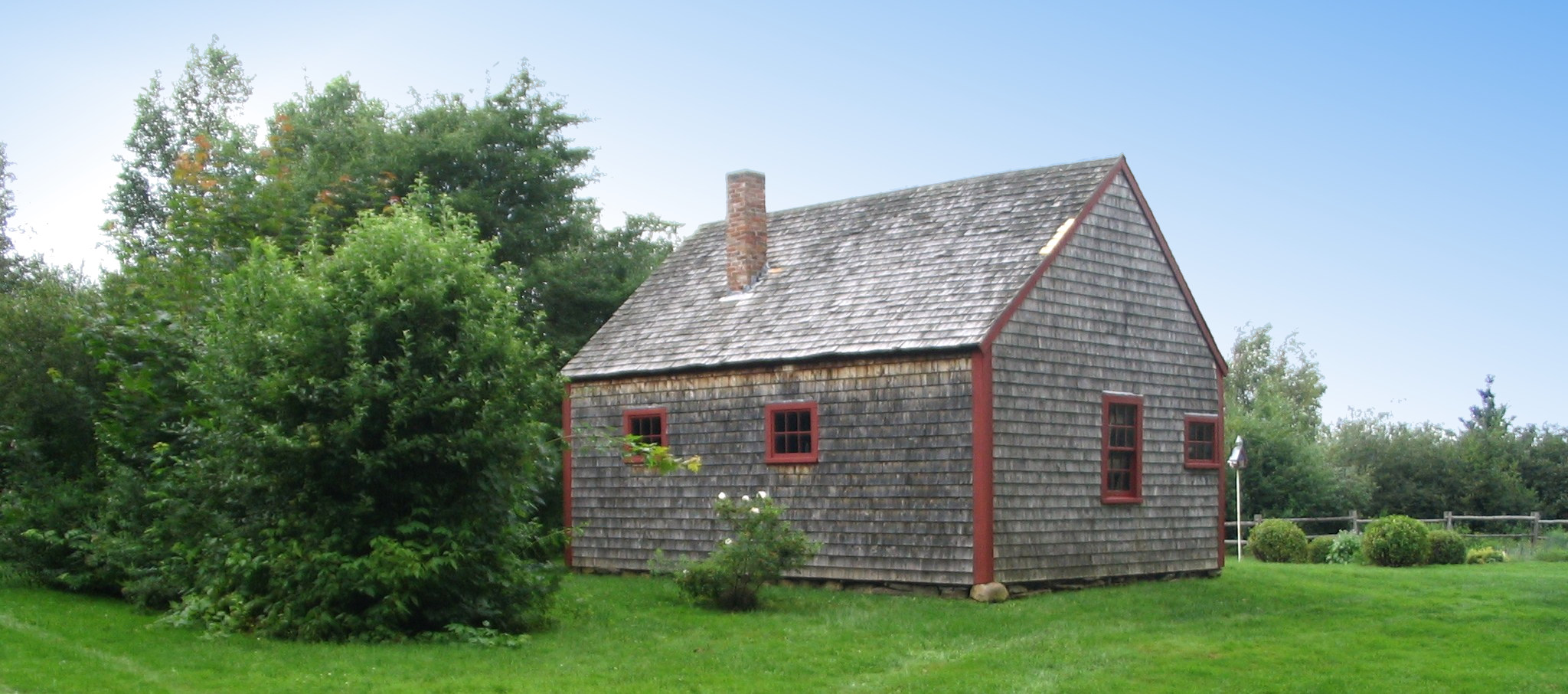
La forge.

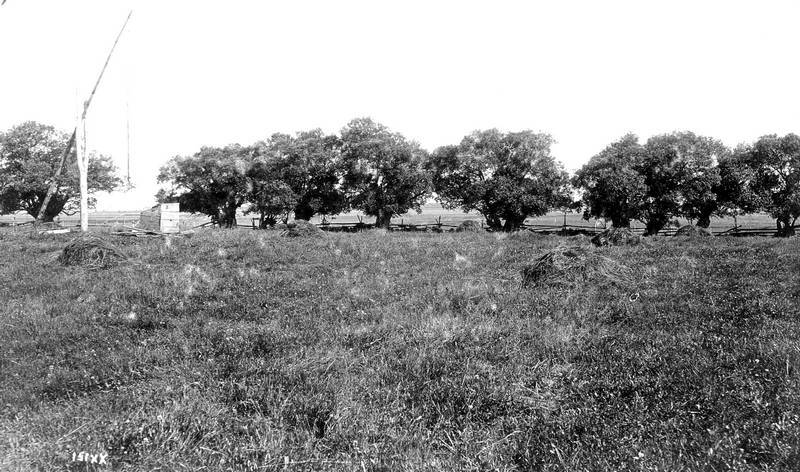
Le puits et les saules, au tournant du siècle.

Le site historique se trouve de chaque côté du chemin de fer, aujourd'hui abandonné, au sud du pré. Il est accessible par le chemin Grand-Pré.
Dans le centre d'accueil et d'interprétation, la salle d'exposition sur l'histoire de Grand-Pré et de l'Acadie comprend entre autres des postes multimédia, des maquettes et une coupe d'un aboiteau. La salle multimédia présente un film de 22 minutes sur la déportation. De chaque côté, deux écrans secondaires permettent d'afficher les commentaires des Britanniques, Français, Acadiens et Micmacs. Il y a également une boutique de souvenirs. Dans le foyer se trouve la muraille Réveil, commandée en 2004. Elle est l'œuvre de Wayne Boucher. Les quatre-saisons à Grand-Pré est une collection de 20 photographies réalisées en 2004 par François Gaudet. Comme leur nom l'indique, elles représentent différents points de vue du parc, au fil des saisons. L'Esprit de Grand-Pré est une série de 9 tableaux peints par Georgette Bourgeois en 2007, à l'invitation du parc. Cinq bienfaiteurs achetèrent les tableaux pour les donner au parc, et l'artiste accepta de prêter les 4 autres.
Un terrain d'activités se trouve à côté du centre d'accueil, où figure Déportation. Commandée en 2004 pour célébrer le 250e anniversaire du Grand Dérangement et dévoilée le 3 septembre 2006, ce sont quatre statues en bronze. L'œuvre des sculpteurs Jules Lasalle et André Fournelle consiste en une famille en marche. De par sa disposition et l'impression de mouvement, elle représente le sort réservé aux familles acadiennes après 1755, où plusieurs familles furent séparées et durent s'établir sur de nouvelles terres. On y retrouve aussi un belvédère.
À la sortie du centre d'accueil se trouve un boisé. Un sentier permet de se rendre au parc à proprement parler, après avoir traversé le chemin de fer.
Là se trouve la statue d'Évangéline, œuvre de Louis-Philippe Hébert.
En ligne droite de la statue, l'Église-souvenir est l'élément principal du parc. À l'intérieur se trouve la statue Notre-Dame de l'Assomption. Elle fut sculptée en même temps que l'on construisit l'édifice. L'Histoire des Acadiens en six tableaux est une œuvre de Claude Picard commandée en 1987. Installé en 1986, le vitrail de la chapelle est l'œuvre de Thierry Smith-Lamothe, celui-là même qui a conçu le centre d'accueil. Les noms de chaque famille déportée de Grand-Pré sont gravés sur des plaques de bronze. Dans une petite pièce en arrière de l'église se trouve une exposition.
Deux principaux sentiers partent de l'église. À gauche, les visiteurs peuvent voir un verger, un potager et une forge.
À droite se trouvent d'autres monuments. Le puits d'Évangéline a été découvert par des chasseurs de trésors à la fin du XIXe siècle. Le buste de Henry Wadsworth Longfellow est un don fait par le gouvernement provincial en 1955, pour célébrer le 200e anniversaire de la déportation. La croix Herbin est construite avec des pierres découvertes lors de fouilles.
Le parc comprend également de grandes pelouses fleuries, des étangs à canards et plusieurs arbres, en particulier des saules. Ces saules seraient tout ce qu'il reste de l'ancien village de Grand-Pré.
Un monument relié au site, la croix de la Déportation, se trouve à Horton Landing et a été inaugurée en 2005.

## Fouilles archéologiques

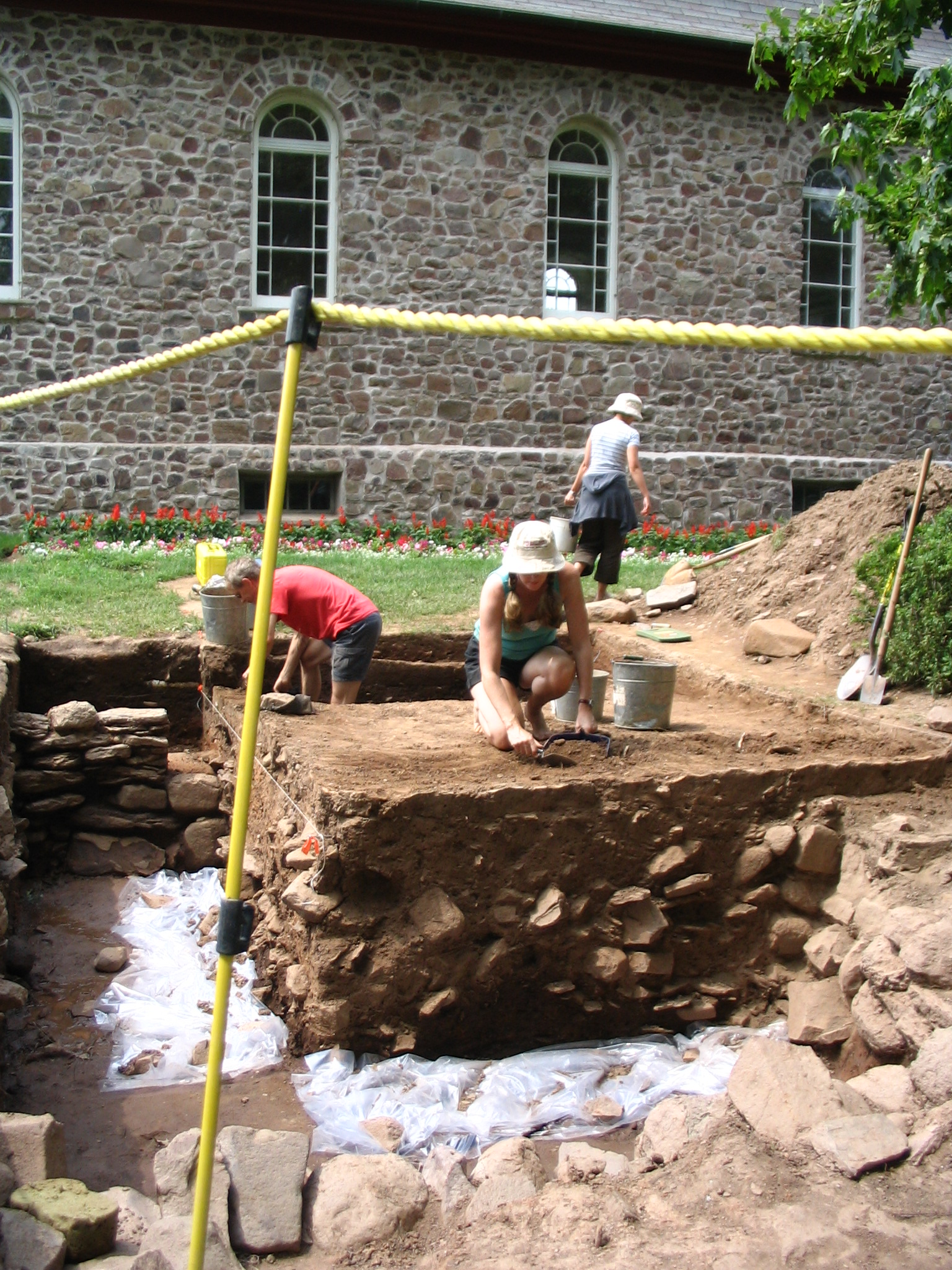
Des étudiants effectuant des fouilles à côté de l'église-souvenir.

Chaque été depuis 2001, Jonathan Fowler, professeur d'anthropologie à l'Université Saint Mary's d'Halifax, dirige des fouilles au parc. Dans le cadre de son cours, lui et ses 14 étudiants fouillent le terrain du parc pendant deux à trois semaines chaque été, avant de cataloguer et analyser les objets découverts. Le but premier de ces fouilles est de retrouver l'église Saint-Charles-des-Mines,. 
En 2001, les archéologues ont découvert, à quelques mètres de l'Église-souvenir, les fondations d'un bâtiment. D'après l'étroitesse des murs, ce pourrait être une maison ou même le presbytère. Un autre mur de l'édifice, endommagé, a été découvert en 2002. Des traces de matériaux brûlés ont été découverts la même année. Une pièce de monnaie britannique datant de 1734 a été découverte en 2004 dans les ruines de la maison, prouvant qu'elle n'a pas brûlé en 1755 mais plus tôt.
Une tranchée a été découverte en 2002. D'après le professeur Fowler, elle aurait été creusée par les Anglais pour construire la palissade autour de l'église mais il penche plutôt pour une conduite d'eau. Des fouilles spéciales, avec une équipe réduite, ont été organisées plus tard durant le même été pour en déterminer l'utilité.
En 2003, les fouilles ont permis de découvrir des débris de tuiles en argile. C'est la seule présence connue de ce matériau en Acadie avant 1755, signifiant qu'il y avait un édifice très important dans les environs,
.
En 2006, dans les ruines d'une autre maison située à 100 mètres de l'Église-souvenir, les archéologues ont découvert 15 balles de fusil de calibres différents et des ustensiles. Cet édifice pourrait avoir été le quartier-général de Winslow, durant la déportation. La même année, un aboiteau intact datant de 300 ans a été découvert, le premier à Grand-Pré.

## Le parc dans la culture

### Timbres

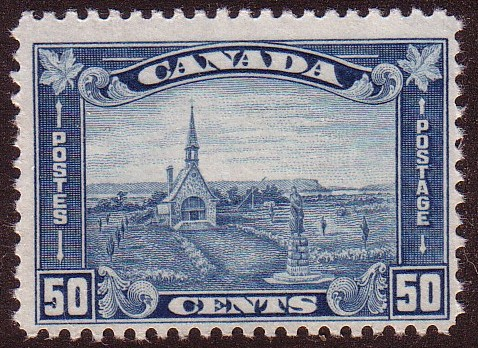
Le timbre de 1930.

Deux timbres canadiens commémorent Grand-Pré. Le premier fut émis le 4 décembre 1930, au tarif de 50 cents (pour les colis). Il représente l'église et la statue d'Évangéline. Un second fut émis le 15 août 2005, lui aussi au tarif de 50 cents. Conçu par Pierre-Yves Pelletier, c'est un timbre sur timbre, reprenant le dessin de l'original, sur un drapeau acadien et portant la mention Déportation des Acadiens - Acadian Deportation - 1755-2005.

### Pèlerinage
Bon nombre d'Acadiens considèrent Grand-Pré comme le cœur historique et spirituel de l'Acadie et certains considèrent qu'un Acadien doit visiter le parc au moins une fois dans sa vie. Il y a tout de même un nombre de personnes se rendant au parc pour des raisons symboliques. Par exemple, des athlètes visitent le site avant une compétition dans la région, tel qu'à la 29e finale des Jeux de l'Acadie en 2008. Un parcours privilégié du pèlerinage est de faire le chemin inverse qu'ont dû suivre les déportés, c'est-à-dire de marcher au site de la Croix de la Déportation, à Horton Landing, jusqu'au site historique.
Depuis 2005, l'Église unie du Canada célèbre l'anniversaire de la Déportation à Grand-Pré. Les fondateurs de l'Acadie en 1604, dont Pierre Dugua de Mons, étaient eux-mêmes protestants.

### Prix Grand-Pré
Remis chaque depuis 1987 lors d'une cérémonie ayant lieu au parc, le prix Grand-Pré rend hommage au travail des artistes acadiens néo-écossais.

### Autres événements
Le site est également l'hôte de nombreux événements tout au long de l'année, tels que des conférences, des vernissages, des cérémonies et des concerts.

## Informations diverses

### Gestion et promotion
Le parc est cogéré par la Société Promotion Grand-Pré, fondée en 1998, et Parcs Canada. Le conseil d'administration est formé de 11 membres. Trois sont nommés par la Société nationale de l'Acadie et trois sont nommés par la Fédération acadienne de la Nouvelle-Écosse. Ces derniers élisent les cinq autres membres au sein de la communauté acadienne, francophone et francophile des provinces de l'Atlantique.

### Fréquentation
Grand-Pré est le troisième site historique national le plus visité en Nouvelle-Écosse, et le 18e plus populaire du Canada, sur 101 sites. Les touristes étrangers ont effectué 18 millions de voyages d'une nuit ou plus au Canada en 2006. Pour cette même année, la Nouvelle-Écosse a été la 5e province canadienne la plus visitée, avec 516 100 personnes. Le site est visité par 60 000 personnes en moyenne à chaque année, mais ce nombre peut aller jusqu'à 100 000. Le site attira 10 000 visiteurs uniquement pour la cérémonie du 250e anniversaire de la déportation, en 1955. Une même nombre de personnes assista à la cérémonie de clôture du Congrès mondial acadien, le 15 août 2004,,,.